# Aeroporto di Berbera
L'aeroporto di "Berbera" di Berbera è uno dei principali scali della Somalia.